# Primera División de Macedonia del Norte 2020-21
La Primera División de Macedonia del Norte 2020-21 fue la edición número 29 de la Primera División de Macedonia. La temporada comenzó el 8 de agosto de 2020 y terminó el 16 de mayo de 2021. Vardar es el campeón defensor, tras la temporada pasada conquistar su undécimo título de liga.

## Sistema de competición
Los 12 equipos participantes jugaran entre sí todos contra todos tres veces totalizando 33 partidos cada uno, al término de la jornada 33 el primer clasificado se coronara campeón y obtendrá un cupo para la Primera ronda de la Liga de Campeones 2021-22, mientras que el segundo y tercer clasificado obtuvendran un cupo para la Primera ronda de la Liga de Conferencia Europa 2021-22; por otro lado los cuatro últimos clasificados descenderán a la Segunda División 2021-22.
Un tercer cupo para la Primera ronda de la Liga de Conferencia Europa 2021-22 será asignado al campeón de la Copa de Macedonia.

## Ascensos y descensos
No hubo descensos, por lo tanto la liga se amplia a 12 clubes. Belasica vuelve tras una temporada de ausencia y Pelister vuelve tras 2 temporadas de ausencia.
| Pos.    | de la Primera División de Macedonia 2019-20 |
| ------- | ------------------------------------------- |
| No hubo |                                             |

| Pos. | de la Segunda Liga de Macedonia 2019-20 |
| ---- | --------------------------------------- |
| 1.º  | Belasica (Este)                         |
| 1.º  | Pelister (Oeste)                        |

## Equipos participantes
| Equipo           | Ciudad    | Estadio                | Capacidad |
| ---------------- | --------- | ---------------------- | --------- |
| Akademija Pandev | Strumica  | Stadion Blagoj Istatov | 9.200     |
| Belasica         | Strumica  | Stadion Blagoj Istatov | 9.200     |
| Borec            | Veles     | Zoran Paunov Stadium   | 2.000     |
| Makedonija GP    | Skopie    | Estadio Gorče Petrov   | 3.000     |
| Pelister         | Bitola    | Tumbe Kafe Stadium     | 6.100     |
| Rabotnički       | Skopie    | Toše Proeski Arena     | 36.460    |
| Renova           | Džepčište | Ecolog Arena Tetovo    | 15.000    |
| Shkëndija        | Tetovo    | Ecolog Arena Tetovo    | 15.000    |
| Shkupi           | Skopie    | Stadion Čair           | 6.000     |
| Sileks           | Kratovo   | Sileks Stadion         | 4.800     |
| Struga           | Struga    | Stadion Gradska Plazha | 2.500     |
| Vardar           | Skopie    | Toše Proeski Arena     | 36.460    |

## Tabla de posiciones
| Pos. | Equipo           | Pts. | PJ | G  | E  | P  | GF | GC | Dif. | Clasificación 2021–22                        |
| ---- | ---------------- | ---- | -- | -- | -- | -- | -- | -- | ---- | -------------------------------------------- |
| 1    | Shkëndija (C)    | 75   | 33 | 22 | 9  | 2  | 69 | 26 | +43  | Primera ronda de la Liga de Campeones        |
| 2    | Shkupi           | 59   | 33 | 16 | 11 | 6  | 41 | 24 | +17  | Primera ronda Liga de Conferencia Europa     |
| 3    | Struga           | 57   | 33 | 15 | 12 | 6  | 39 | 24 | +15  | Primera ronda Liga de Conferencia Europa     |
| 4    | Makedonija GP    | 55   | 33 | 16 | 7  | 10 | 53 | 43 | +10  |                                              |
| 5    | Rabotnichki      | 48   | 33 | 11 | 15 | 7  | 45 | 39 | +6   |                                              |
| 6    | Pelister         | 45   | 33 | 12 | 9  | 12 | 34 | 38 | −4   |                                              |
| 7    | Akademija Pandev | 41   | 33 | 12 | 5  | 16 | 32 | 36 | −4   |                                              |
| 8    | Borec            | 40   | 33 | 11 | 7  | 15 | 32 | 36 | −4   |                                              |
| 9    | Sileks (D)       | 36   | 33 | 10 | 6  | 17 | 49 | 45 | +4   | Play-off por la permanencia                  |
| 10   | Renova (O)       | 36   | 33 | 8  | 12 | 13 | 36 | 46 | −10  | Play-off por la permanencia                  |
| 11   | Vardar (D)       | 31   | 33 | 7  | 10 | 16 | 32 | 60 | −28  | Descenso a Segunda Liga de Macedonia 2021-22 |
| 12   | Belasica (D)     | 17   | 33 | 4  | 5  | 24 | 23 | 68 | −45  | Descenso a Segunda Liga de Macedonia 2021-22 |

Actualizado a los partidos jugados el 16 de mayo de 2021.
 Fuente: FFM, Soccerway
Notas:
1. ↑  Sileks obtuvo un cupo para la Primera ronda de la Liga Conferencia Europa 2021-22, tras ganar la Copa de Macedonia del Norte 2020-21.

## Resultados cruzados
| Local \ Visitante | AKA | BEL | BOR | MAK | PEL | RAB | REN | SKE | SKU | SIL | STR | VAR |
| ----------------- | --- | --- | --- | --- | --- | --- | --- | --- | --- | --- | --- | --- |
| Akademija Pandev  | —   | 1–2 | 2–1 | 2–1 | 3–2 | 0–1 | 0–1 | 0–1 | 0–1 | 1–0 | 1–0 | 0–1 |
| Belasica          | 0–0 | —   | 2–2 | 1–3 | 0–2 | 2–2 | 1–1 | 0–3 | 0–2 | 0–6 | 1–2 | 0–3 |
| Borec             | 2–0 | 2–1 | —   | 2–1 | 3–0 | 0–0 | 1–1 | 0–2 | 0–1 | 2–0 | 2–1 | 0–2 |
| Makedonija GP     | 3–1 | 2–1 | 0–0 | —   | 2–1 | 2–1 | 2–3 | 0–1 | 0–0 | 1–0 | 2–0 | 2–1 |
| Pelister          | 1–0 | 1–0 | 1–0 | 0–0 | —   | 0–0 | 3–1 | 1–3 | 1–3 | 1–2 | 1–1 | 1–1 |
| Rabotnichki       | 0–0 | 2–0 | 2–1 | 1–3 | 1–0 | —   | 3–1 | 0–0 | 2–2 | 1–1 | 1–1 | 1–1 |
| Renova            | 2–0 | 2–4 | 1–0 | 1–3 | 0–0 | 0–1 | —   | 1–3 | 0–0 | 0–0 | 0–0 | 3–0 |
| Shkëndija         | 2–1 | 2–0 | 1–1 | 5–0 | 0–1 | 1–1 | 0–0 | —   | 1–1 | 1–1 | 2–0 | 2–1 |
| Shkupi            | 0–0 | 3–1 | 3–0 | 3–1 | 1–0 | 0–2 | 4–3 | 2–2 | —   | 1–0 | 1–2 | 1–1 |
| Sileks            | 1–2 | 0–1 | 1–2 | 0–3 | 2–2 | 4–3 | 3–1 | 2–4 | 0–1 | —   | 0–0 | 1–0 |
| Struga            | 1–1 | 3–0 | 1–0 | 1–1 | 0–1 | 2–1 | 1–0 | 1–1 | 2–0 | 2–0 | —   | 2–2 |
| Vardar            | 2–0 | 3–1 | 0–1 | 2–2 | 2–2 | 0–0 | 3–3 | 1–5 | 1–0 | 0–4 | 1–1 | —   |

| Local \ Visitante | AKA | BEL | BOR | MAK | PEL | RAB | REN | SKE | SKU | SIL | STR | VAR |
| ----------------- | --- | --- | --- | --- | --- | --- | --- | --- | --- | --- | --- | --- |
| Akademija Pandev  | —   | —   | 3–1 | —   | —   | —   | 1–1 | —   | 0–1 | —   | 1–0 | 3–0 |
| Belasica          | 0–2 | —   | —   | 0–2 | —   | 1–1 | —   | 0–3 | —   | 1–3 | —   | —   |
| Borec             | —   | 1–0 | —   | —   | 0–0 | —   | —   | —   | 0–1 | —   | 0–1 | 2–0 |
| Makedonija GP     | 1–2 | —   | 2–1 | —   | 3–0 | —   | 2–0 | 3–4 | —   | 0–3 | 2–3 | —   |
| Pelister          | 3–1 | 2–0 | —   | —   | —   | —   | 1–0 | —   | —   | 3–2 | —   | 2–0 |
| Rabotnichki       | 0–2 | —   | 2–1 | 2–2 | 3–1 | —   | —   | 3–5 | —   | 3–1 | —   | —   |
| Renova            | —   | 3–1 | —   | 1–2 | —   | 1–1 | —   | 0–3 | —   | 2–1 | —   | —   |
| Shkëndija         | 1–0 | —   | 3–1 | —   | 1–0 | —   | —   | —   | —   | 2–1 | 0–2 | —   |
| Shkupi            | —   | 0–1 | —   | 0–0 | 0–0 | 2–0 | 1–2 | —   | —   | —   | —   | 2–0 |
| Sileks            | 3–2 | —   | 1–1 | —   | —   | —   | —   | —   | 1–3 | —   | 0–1 | 6–0 |
| Struga            | —   | 3–1 | —   | —   | 3–0 | 1–1 | 0–0 | —   | 0–0 | —   | —   | 1–0 |
| Vardar            | —   | 1–0 | —   | 0–2 | —   | 1–3 | 1–1 | 1–6 | —   | —   | —   | —   |

## Play-off por la permanencia

### Renova - Ohrid
| 25 de mayo de 2021, 16:00 | Renova            | 2:2 (1:1) (3:2 p.) | Ohrid                    | Petar Miloševski Training Cente, Skopje |                            |
|                           | - Shefiti 18' 89' |                    | - 4' Trpeski - 50' Mitev | Asistencia: 0 espectadores              | Asistencia: 0 espectadores |

### Tikvesh - Sileks
| 25 de mayo de 2021, 16:00 | Tikvesh  | 1:0 (0:0) | Sileks | Toše Proeski Arena, Skopje |                            |
|                           | - Spahiu |           |        | Asistencia: 0 espectadores | Asistencia: 0 espectadores |